# Landkreis Teltow-Fläming
Landkreis Teltow-Fläming er en Landkreis i den sydlige del af den tyske delstat Brandenburg med administration i byen Luckenwalde. 

## Geografi
Nabokreisene er mod øst Landkreis Dahme-Spreewald, mod syd Landkreis Elbe-Elster mod vest Landkreis Potsdam-Mittelmark og Landkreis Wittenberg i delstaten Sachsen-Anhalt; mod nord ligger Berlin.
Landkreis Teltow-Fläming har fået navn efter højdedragene Teltow sydvest for Berlin og Fläming øst for Magdeburg

## Byer og kommuner
Efter kommunalreformen 2004 består området af  16 kommuner, herunder 6 byer. 
Kreisen havde 168296  indbyggere pr.  2018-12-31

| Byer ¹ amtstilhørende by 1. Baruth/Mark (4200) 2. Jüterbog (12311) 3. Luckenwalde (20522) 4. Ludwigsfelde (26112) 5. Trebbin (9541) 6. Zossen (19403) Amtsfrie byer 1. Am Mellensee (6797) 2. Blankenfelde-Mahlow (27837) 3. Großbeeren (8381) 4. Niedergörsdorf (6200) 5. Nuthe-Urstromtal (6603) 6. Rangsdorf (11309) | Amt med tilhørende kommuner - Dahme/Mark (9080) 1. Dahme/Mark, by (4897) 2. Dahmetal (462) 3. Ihlow (663) 4. Niederer Fläming (3058) |